# Qarnawu
Qarnawu (en vieux sud-arabique qrnw, vocalisé Qarnāwu) est une ancienne ville dans l'actuel Jawf, dans le nord de Yémen, près de l'emplacement actuel de Maʿīn ou Ma'in.
Qarnawu est probablement de la même époque que la formation de l'empire minéen, fondé en 500 av. J.-C., après la fin de la domination du royaume sabéen sur Ma'in vers -400. Qarnawu a été temporairement capitale du royaume minéen. 
Qarnawu a été construite sur un remblai d'environ 10 m de haut, sur un plan rectangulaire d'environ 350*240 mètres, avec une route tracée au cordeau est-ouest. 
Avec la fin de l'empire miénen au Ier siècle av. J.-C., Qarnawu perd sa raison d'être, et est abandonnée.

## Littérature
- Ahmed Fakhry: An archaeological journey to Yemen. Kairo 1951–52.
- F. Bron: Inventaire des Inscriptions sudarabiques. Tome 3. Maʿīn (fasc. A–B). Paris-Rome 1998.